# Pioggia di fuoco
Pioggia di fuoco (Anna's Storm) è un film per la televisione del 2007 diretto da Kristoffer Tabori.

## Trama
La storia è incentrata su Anna Baxter, sindaco di una piccola cittadina del Colorado. La sua vita è già attraversata da travagliate vicissitudini come la morte del figlio Ricky quando Cottonwood viene colpita da numerosi meteoriti che porteranno caos e distruzione.

## Riprese e produzione
Il Film è stato girato a Maple Ridge e ad Abbotsford nella Columbia Britannica, Canada. È stato prodotto da Front Street Pictures, con un budget di circa 3 milioni di dollari.

## Curiosità
- Nella versione inglese il titolo è stato cambiato in Hell's Rain (Tempesta dell'inferno).